# Зеленцы (железнодорожная станция, Чудовский район)
Зеленцы — железнодорожная станция (населенный пункт) в Чудовском районе Новгородской области в составе Успенского сельского поселения у железнодорожной линии Волховстрой — Чудово Санкт-Петербургского отделения Октябрьской железной дороги.

## География
Находится в северной части Новгородской области на расстоянии приблизительно 18 км на север-северо-восток по прямой от районного центра города Чудово.

## История
На карте 1937 года еще не была обозначена. Рядом с населенным пунктом находится остановочный пункт платформа 83 км.

## Население
Численность населения: 4 человека (русские 75 %) в 2002 году, 2 в 2010.